# 페라스트

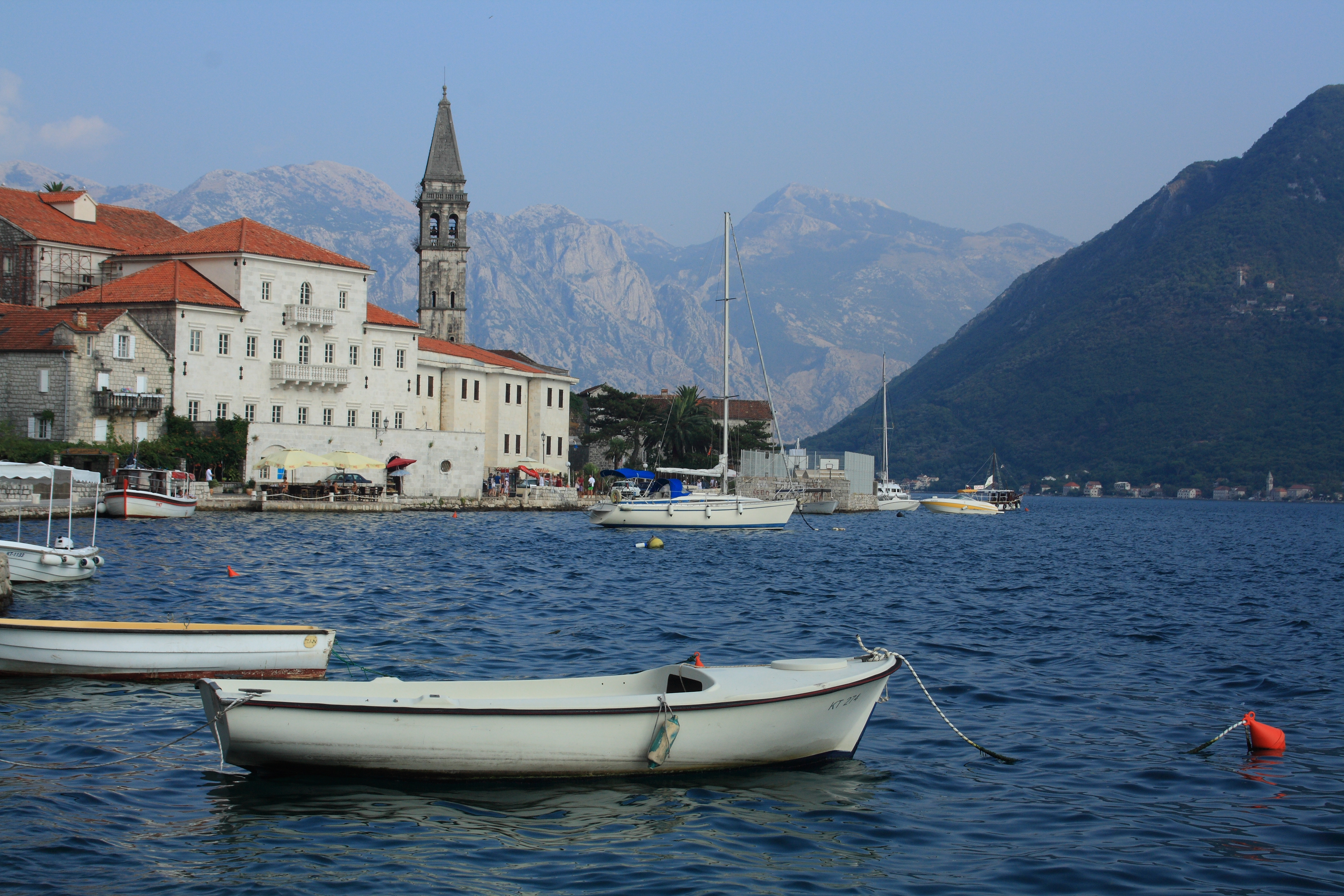
페라스트

페라스트(몬테네그로어: Пераст)는 몬테네그로의 해안 도시다. 스베티도르제섬과 바위의 성모와 가까운 것으로 유명하다.